# Garcinia viridiflora
Garcinia viridiflora är en tvåhjärtbladig växtart som beskrevs av Henry Nicholas Ridley. Garcinia viridiflora ingår i släktet Garcinia och familjen Clusiaceae. Inga underarter finns listade i Catalogue of Life.